# بامبي 2 (فلم)
بامبي Ⅱ (بالإنجليزية: Bambi II) هو فيلم رسوم متحركة تم إنتاجه في الأرجنتين والولايات المتحدة وصدر في سنة 2006. من بطولة الكسندر جولد وباتريك ستيوارت واندريا بوين وأرييل وينتر. أنتج الفلم كتكملة لنسخة بامبي. وهي ميزة ديزني المتحركة التي لأول مرة 2006 في البداية في المسارح في الأرجنتين في 26 يناير 2006، قبل أن يطلق سراحه باعتباره مباشرة إلى عنوان الفيديو في الولايات المتحدة يوم 7 فبراير، 2006. انها تحمل الرقم القياسي العالمي لأطول فترة من الزمن بين دفعتين متتاليتين من الانتخاب، أن يطلق سراحه بعد 64 سنة.

## القصة
الفيلم هو midquel، القصة التي تجري في منتصف بامبي ديزني الأصلي، مع الأمير العظيم من الغابات التعامل مع أمهاتهم بامبي الآن. وكان عنوان أول مرة بامبي والأمير العظيم، ولكن تم تغيير اسمها بامبي وولي العظمى من الغابات والثاني في وقت لاحق بامبي.

## الميزانية والإيرادات
حقق الفلم أرباحا تقدر بـ 34.958.637 دولار.

## وصلات خارجية
- بامبي 2 على موقع IMDb (الإنجليزية)
- بامبي 2 على موقع روتن توميتوز (الإنجليزية)
- بامبي 2 على موقع نتفليكس (الإنجليزية)
- بامبي 2 على موقع ألو سيني (الفرنسية)
- بامبي 2 على موقع Turner Classic Movies (الإنجليزية)
- بامبي 2 على موقع أول موفي (الإنجليزية)
- بامبي 2 على موقع فيلمافينيتي (الإسبانية)
- بامبي 2 على موقع قاعدة بيانات الأفلام السويدية (السويدية)
- بامبي 2 على موقع قاعدة بيانات الفيلم (الإنجليزية)
- بامبي 2 على موقع ليتربوكسد (الإنجليزية)